# Андрей Карлов
Андрей Генадиевич Карлов (на руски: Андрей Геннадьевич Карлов) е дипломат на Русия, бивш посланик в Турция и Северна Корея.

## Биография
Карлов е роден в Москва на 4 февруари 1954 г. През 1976 г. завършва Московския държавен институт за международни отношения. През същата година постъпва на дипломатическа служба. Завършва Дипломатическата академия в Москва през 1992 г. Говори добре корейски език.
Служи в посолството на СССР в Северна Корея (1979-1984, 1986-1991), после в посолство на Русия в Южна Корея (1992 – 1997). Посланик е на Русия в Северна Корея от 2001 до 2006 г.
От 2007 до 2009 г. е заместник-директор на консулския департамент на външното министерство на Русия. Повишен е в директор на департамента през януари 2009 г. Назначен е за посланик в Турция през юли 2013 г.

## Убийство
На 19 декември 2016 г. Андрей Карлов е прострелян и убит от Мевлют Мерт Алтънташ, 22-годишен бивш турски полицай, на изложба в Анкара, Турция.
Андрей Карлов е 4-тият убит руски посланик в историята на Русия.